# 救急病棟
救急病棟（きゅうきゅうびょうとう、英: Emergency Ward）は、病院内の施設の一種。経過観察や全身管理が必要な重症の救急患者を24時間体制で管理し、より効果的な治療を施すことを目的とする。
緊急処置が必要な救急患者は救急処置室に運ばれ、患者の緊急度や重症度に合わせて、心肺蘇生、その他処置が行われる。処置の終わった患者で、入院が必要な場合は救急病棟に移される。救急病棟では、患者の状態をすぐに観察できるようベットサイドに生体情報モニタが設置され、輸液ポンプ、シリンジポンプ、救急セットなどが用意されている。ハイケアユニットに準じた高度治療が提供され、一般病棟では治療が困難な高度治療を要する重症救急患者の緊急入院に対応している。